# Afonso Celso (poeta)
Afonso Celso de Assis Figueiredo Júnior, titulado Conde de Afonso Celso pela Santa Sé, mais conhecido como Afonso Celso, (Ouro Preto, 31 de março de 1860 — Rio de Janeiro, 11 de julho de 1938) foi um professor, poeta, historiador e político brasileiro. É um dos fundadores da Academia Brasileira de Letras, onde ocupou a cadeira 36.

## Biografia
Nascido em 1860, em Ouro Preto, então capital da Provincia de Minas Gerais, Filho do Visconde de Ouro Preto, 36.º e último Presidente do Conselho de Ministros do Império, e de Francisca de Paula Martins de Toledo, esta, filha do conselheiro Joaquim Floriano de Toledo, coronel da Guarda Nacional, que foi presidente da província de São Paulo por seis vezes.
Formou-se em direito, em 1880, pela Faculdade de Direito de São Paulo, defendendo a tese "Direito da Revolução" e foi na juventude republicano, mesmo com seu pai sendo monárquico.
Afonso Celso é bisavô do músico Dinho Ouro Preto, vocalista da banda de rock Capital Inicial.

### Política e magistério
Foi eleito por quatro mandatos consecutivos deputado geral por Minas Gerais. Com a proclamação da república, em 1889, tornou se um grande apoiador da monarquia e deixou a política para acompanhar o pai no exílio, que se seguiu à partida da família imperial para Portugal.
Afastado da política, dedicou-se ao jornalismo e ao magistério. Divulgou durante mais de 30 anos seus artigos no Jornal do Brasil e Correio da Manhã. No magistério, exerceu a cátedra de economia política na Faculdade de Ciências Jurídicas e Sociais do Rio de Janeiro.
Foi um católico devoto, foi referido como "Católico do credo e do mandamento, inteiriçamente católico" por João de Scantimburgo e recebeu o titulo de Conde de Afonso Celso pelo Papa Pio X.
Em 1892, ingressou no Instituto Histórico e Geográfico Brasileiro. Após a morte do barão do Rio Branco, em 1912, foi eleito presidente perpétuo desta instituição, cargo que ocupou até 1938.

## Obras
De sua vasta obra merecem destaque os seguintes livros:
- Prelúdios - reunindo uma pequena coleção de poesias de conteúdo romântico, publicada quando ele tinha quinze anos de idade (1876)
- Devaneios (1877)
- Telas sonantes (1879)
- Um ponto de interrogação (1879)
- Poenatos (1880)
- Rimas de outrora (1891)
- Vultos e fatos (1892)
- O imperador no exílio (1893)
- Minha filha (1893)
- Lupe (1894)
- Giovanina (1896)
- Guerrilhas (1896)
- Contraditas monárquicas (1896)
- Poesias escolhidas (1898)
- Oito anos de parlamento (1898)
- Trovas de Espanha (1899)
- Aventuras de Manuel João (1899)
- Por que me ufano de meu país (1900) - título que gerou críticas e elogios
- Um invejado (1900)
- Da imitação de Cristo (1903)
- Biografia do Visconde de Ouro Preto (1905)
- Lampejos Sacros (1915)
- O assassinato do coronel Gentil de Castro (1928)
- Segredo conjugal (1932)

## Academia Brasileira de Letras
Afonso Celso foi um dos trinta homens de letras que inicialmente constituíram a Academia Brasileira de Letras. Dentre eles estavam nomes como Joaquim Nabuco, José do Patrocínio, Machado de Assis, Rui Barbosa e Visconde de Taunay. Dez outros foram eleitos, posteriormente, completando os quarenta fundadores do instituto.
Foi presidente da ABL em duas oportunidades: em 1925 e em 1935.